# Wilhelm Bachmaier
Wilhelm Bachmaier (* 26. Februar 1801 in Forchheim; † 17. September 1864 in ebenda) war ein deutscher Kaufmann und Politiker.

## Leben
Er war der Sohn des Kaufmanns Sebastian Bachmaier und arbeitete als Salzfaktor in Forchheim.
Vom 23. März bis 26. Mai 1849 war er als fraktionsloser Abgeordneter für den Wahlkreis Oberfranken in Forchheim Mitglied der Frankfurter Nationalversammlung. Er zog für den Abgeordneten Friedrich Carl Burkart in die Paulskirche ein. Er stimmte gegen die Wahl Friedrich Wilhelms IV. zum Kaiser der Deutschen.